# Endasys auriculiferus
Endasys auriculiferus là một loài tò vò trong họ Ichneumonidae.